# Giedrius Tomkevičius
Giedrius Tomkevičius (ur. 29 lutego 1984) – litewski piłkarz grający na pozycji obrońcy w Ekranasie Poniewież. Jednokrotny reprezentant Litwy, w kadrze zadebiutował w 2008 roku.